# مریم
مریم (به عبری: מרים) ملقب به مریم مقدس و تئوتوکوس، زنی یهودی در قرن اول میلادی بود که مطابق عهد جدید، عیسی از او زاده شد. در عهد جدید، فقط دو انجیل متی و لوقا مریم را در زمان به دنیا آوردن عیسی باکره توصیف کرده‌اند. کاتولیک‌ها و ارتدکس‌ها برای مریم به عنوان مادر خدا جایگاهی والا قائل هستند اما پروتستان‌ها نقش او در مسیحیت را پررنگ نمی‌دانند. در اسلام مریم بلندمرتبه‌ترین زن عالم به‌شمار می‌رود؛ قرآن نیز مریم را باکره معرفی کرده و او تنها زنی است که نامش در قرآن ذکر شده است.
در کهن‌ترین منابع حیات عیسی — نامه‌های پولس که به اعتقاد دسته‌ای از مورخان، دو دهه قبل‌تر از اولین انجیل نوشته شده‌اند —  نامی از مریم برده نشده است و به باکره‌بودن وی نیز اشاره‌ای نشده. انجیل مرقس — قدیمی‌ترین انجیل — مادر عیسی را مریم نامیده، ولی این انجیل هم اشاره‌ای به باکرگی او نکرده است. انجیل مرقس دیدگاهی منفی نسبت به مریم و برادران عیسی دارد، چراکه آن‌ها از کسانی بودند که عیسی را دیوانه می‌دانستند. عیسی در پاسخ، «آنان که به کلمهٔ خدا عمل می‌کنند» را مادر خودش معرفی می‌کند. مادر عیسی در انجیل یوحنا — متأخرترین انجیل — زنی ناشناس است و نامی ندارد. یوحنا نیز هیچ اشاره‌ای به باکره بودن مادر عیسی نکرده است. مادر عیسی در انجیل یوحنا در لحظهٔ تصلیب او حاضر است.
در تمام عهدجدید، فقط انجیل متی و انجیل لوقا به باکره بودن مریم اشاره کرده‌اند. در انجیل متی، یوسف نجار می‌خواهد به دلیل حامله‌شدن نامزدش مریم، از او جدا شود ولی فرشته‌ای در خواب به او وحی می‌کند که نهراسد، زیرا کودک را روح‌القدس در رحم مریم قرار داده است. منبع بسیاری از عقاید مسیحی دربارهٔ مریم، انجیل لوقا بوده است. مریم در لوقا شبیه شخصیت‌های عهد عتیق، خاصه میریام و حنا، است و حضوری پیامبرگونه دارد، ولی صراحتاً پیامبر نامیده نشده است؛ احتمالاً از آن جهت که پیامبران زن یونان باستان باکره بودند و انجیل‌نگاران می‌ترسیدند میان اینان و مریم شباهتی تشخیص داده شود. اگرچه در ابتدای روایت این دو انجیل مریم، باکره حامله می‌شود، ولی در ادامهٔ روایت به نظر می‌رسد که شخصیت‌های داستان — از جمله خود مریم — هیچ‌گونه اطلاعی از قصهٔ باکره بودن مادر عیسی ندارند.
کمبود اطلاعات دربارهٔ مریم در عهد جدید، باعث شده مسیحیان در طول تاریخ جزئیات بیشتری به زندگی او اضافه کنند؛ مثلاً دربارهٔ تولد او، خردسالی و مرگش داستان‌های بسیاری در دوران باستان و قرون وسطی شکل گرفته است؛ باورهایی نظیر باکرگی مریم در تمام عمر، زندگی او در معبد در کودکی و عروجش به آسمان از جملهٔ این اعتقادات هستند. علاوه بر مسیحیت، مریم در چند دین دیگر مثل اسلام نقشی بسیار مهم دارد. او مهم‌ترین شخصیت زن در قرآن است. برخی از داستان‌های قرآنی مریم، مانند زندگی‌اش در معبد، غذاهایی که فرشتگان برایش می‌آوردند و پناه بردنش به نخلی، در اناجیل یافت نمی‌شوند ولی در منابع متأخر مسیحی و داستان‌های عامیانه وجود دارند.
در آن عهد و منطقه، دختران معمولاً در سن ۱۲ یا ۱۳ سالگی نامزد می‌کردند و این دوره یکسال طول می‌کشید؛ لذا مریم در زمان زاییدن، احتمالاً کودکی در آغاز نوجوانی بوده است. پژوهشگران داستان باکرگی مادر عیسی را جعلی متأخر محسوب می‌کنند. از جمله نظریاتی که دربارهٔ انگیزهٔ ساخته‌شدن این قصه مطرح شده، این است که عیسی فرزندی نامشروع بوده یا اینکه داستان باکرگی مریم، برای همخوانی تولد عیسی با توصیفات کتاب اشعیا (۷:۱۴) ساخته شده است. آنچه متی و لوقا دربارهٔ تولد عیسی نوشته‌اند محتملاً در آغاز رواج محدودی داشته و تنها زمانی که انجیل‌نگاران داستان‌های شفاهی را با مضامین ادبی عهد عتیق و ادبیات یونانی-رومی ترکیب کردند، رایج شده‌اند.

## نام
مریم/میریام (מרים) احتمالاً نامی مصری و به معنای «محبوب» است. در یونانی ماریا (Μαρια) و ماریام (Μαριαμ) نوشته شده است. این اسم، رایج‌ترین نام دخترانهٔ یهودی در قرن اول میلادی بوده و در عهد جدید هم شش شخصیت بدین نام وجود دارد. ظاهراً دلیل این محبوبیت، شخصیت مریم/میریام، خواهر موسی در تورات، بوده است.

## زمینهٔ تاریخی
اساطیر باستانی مملو از داستان‌هایی مختلف دربارهٔ تولدهای معجزه‌آسا هستند اما در بیشتر این قصه‌ها، فرزندان الهی از رابطهٔ جنسی واقعی میان پدر خداگونه با مادر فانی زاده می‌شوند. این فرزندان اغلب پسرانی نیمه‌خدا و نیمه‌انسان هستند. افسانه‌ای آتنی منسوب به آپولودور می‌توانسته یکی از منابع الهام تولد عیسی از زنی باکره بوده باشد. در این داستان، هفائستوس، خدای آهنگران، قصد تجاوز به آتنا، الههٔ باکرهٔ خِرَد می‌کند، اما آتنا مانعش می‌شود و هفائستوس منی خود را بر روی ران او انزال می‌کند. آتنا منی را با پارچه‌ای پاک می‌کند و پارچه را روی زمین می‌اندازد. گایا (الههٔ زمین) از آن منی حامله می‌شود و اریختونیوس را می‌زاید که آتنا او را به فرزندخواندگی می‌گیرد. بدین ترتیب آتنا بدون اینکه بکارت خود را از دست دهد صاحب پسری می‌شود. یولیوس هیگینوس، حماسه‌نویس رومی، داستان مشابهی را ثبت کرده که در آن هفائستوس از زئوس می‌خواهد تا با آتنا ازدواج کند، زیرا او با شکستن جمجمهٔ زئوس سبب تولد آتنا شده بود. زئوس با این موضوع موافقت می‌کند و هفائستوس و آتنا ازدواج می‌کنند، اما زمان همخوابی، آتنا از تخت ناپدید می‌شود. هفائستوس بر روی زمین انزال می‌کند و گایا از منی‌اش، اریختونیوس را حامله می‌شود
داستان قابل مقایسهٔ دیگری از اساطیر یونانی، قصهٔ بسته شدن نطفهٔ پرسئوس است. بر اساس این افسانه، زئوس به شکل ریزش طلا بر دانائه، مادر پرسئوس، نازل شد و او را حامله کرد. اگرچه متون یونانی موجود این داستان را «تولد از مادر باکره» توصیف نکرده‌اند، ولی ژوستین شهید، نویسندهٔ قرون اولیهٔ مسیحی، از واعظی یهودی به نام تریفو نقل کرده که او این قصه را چنین نامیده است. پژوهشگران همچنین داستان تولد عیسی را با روایت‌های تولد دیونیسوس مقایسه کرده‌اند. در بیشتر نسخه‌های داستان، زئوس در ظاهر مردی عادی به زنی به نام سمله نزدیک می‌شود و با او رابطه جنسی برقرار می‌کند. هرا، همسر زئوس، در ظاهرِ پرستار سمله، او را متقاعد کرد از زئوس بخواهد تا شکل واقعی و الهی خود را به او نشان دهد. زئوس موافقت می‌کند، اما در اثر این اتفاق سمله توسط رعد و برق زئوس سوزانده می‌شود. زئوس، دیونیسوسِ متولد نشده را نجات می‌دهد. زئوس او را در داخل ران خودش می‌ریزد و وقتی‌که زمان تولدش می‌رسد، شخصاً او را می‌زاید. در نسخه‌ای دیگر از همین داستان که توسط یولیوس هیگینوس روایت شده، دیونیسوس در واقع پسر زئوس و پرسفونه است و توسط تیتان‌ها تکه و پاره می‌شود. زئوس قلب دیونیسوس را نجات می‌دهد و در زمین می‌کاردش. سپس آن را در معجونی مخلوط می‌کند و از سمله می‌خواهد که آن را بنوشد و سمله باردار می‌شود. در روایت پلوتارک، مادر باکرهٔ اسکندر توسط صاعقه‌ای حامله می‌شود.
به گفتهٔ دیوید لیتوا، نویسندگان اناجیل متی و لوقا آگاهانه تلاش کرده‌اند تا روایتشان از بسته شدن نطفهٔ عیسی شبیه به این داستان‌ها («قصه‌های کفار») نباشد؛ نویسندهٔ انجیل لوقا برای تأکید بیشتر بر ماهیت یهودی تولد عیسی، انجیلش را با داستان مشابهی دربارهٔ تولد یحیی آغاز کرده است. با این وجود، لیتوا معتقد است این تلاش موفقیت‌آمیز نبوده و این روایات از داستان‌های یونانی رومی تأثیر پذیرفته‌اند. نویسندگان مسیحی اعصار بعدی به دیگر داستان‌های تولد از مادر باکره که شبیه به عیسی بوده‌اند، استناد می‌کردند. اوریجن، متکلم مسیحی قرن سوم میلادی، افسانه‌ای دربارهٔ باکره بودن مادر افلاطون و اینکه آپولون پدر افلاطون بوده را نقل کرده است. در این داستان آپولون از شوهر مادر افلاطون می‌خواهد که با همسرش نزدیکی نکند که شباهت بسیاری به روایت متی دربارهٔ رؤیای یوسف نجار دارد. اوریجن این داستان و دیگر قصه‌های مانند آن را پیش‌بینی واقعیتی که در آینده محقق خواهد شد (باکره بودن مادر عیسی) تفسیر کرده است. در قرن چهارم، اپیفانیوس، اسقف اهل سالامیس، با ناراحتی نوشته که کفار در اسکندریه در معبد کور-پرسفونه، یک مسیحی را محاصره کرده و به «تمسخری زشت» می‌گفتند «امروز در این ساعت کورِ باکره آیون را زاییده است.»

## سرگذشت مریم

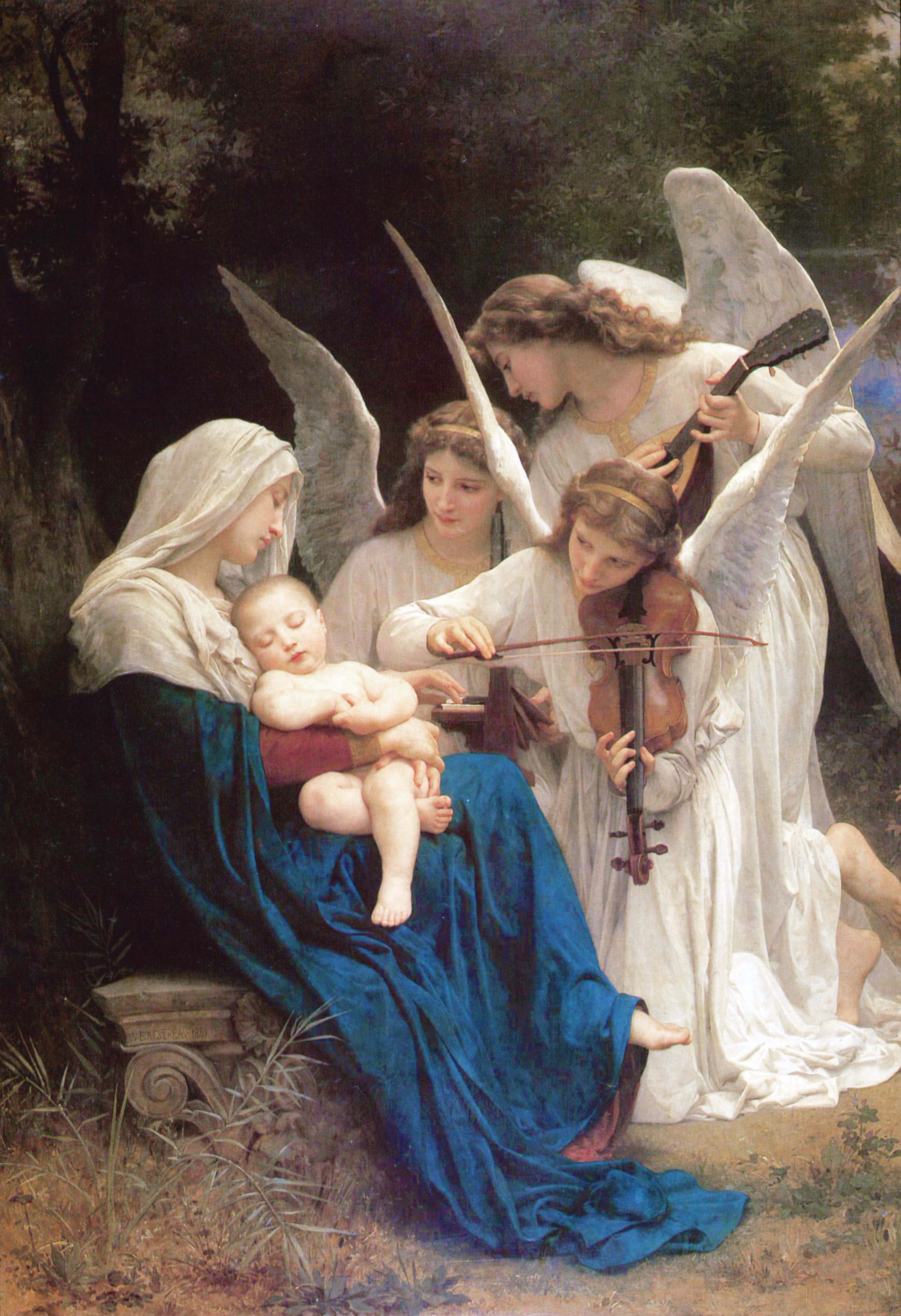
نغمهٔ فرشتگان (۱۸۸۱) از ویلیام-آدولف بوگرو

قدیمی‌ترین اطلاعات در ربط با مریم ریشه در عهد جدید دارند، ولی این اطلاعات خیلی کم است. بیشتر عقاید مسیحیان در این کتب یافت نمی‌شوند و میان مریمِ عهد جدید و مریمِ مسیحیت اصطلاحاً «انقطاع» وجود دارد. داستان تولد معجزه‌آسای عیسی از زنی باکره فقط در دو انجیل لوقا و متی روایت شده، ولی غیر از آن، در هیچ‌کدام از کتب عهد جدید هیچ‌گونه اشاره‌ای به تولد عیسی دیده نمی‌شود. به علاوه، حتی در ابواب بعدی خودِ لوقا و متی هم به نظر نمی‌رسد هیچ‌کدام از شخصیت‌ها—حتی خود مریم—اطلاعی داشته باشند از اینکه عیسی به گونه‌ای معجزه‌آسا یا منحصر به فرد متولد شده است. وقتی این ترتیب زمانی— یعنی پولس-مرقس-متی-لوقا-یوحنا—کنار یکدیگر قرار داده شوند، می‌توان الگویی را تشخیص داد که با تکامل مسیح‌شناسانهٔ هر نویسنده همخوانی دارد: باور به خدا بودن عیسی در زمان به عقب می‌رود ولی نقش مریم با دور شدن از زمان حیات عیسی در داستان‌های زندگی او افزایش پیدا می‌کند.
تاریخ تولد مریم مشخص نیست. در روایت لوقا گفته شده که حاملگی او زمانی اتفاق افتاد که مریم با یوسف نجار نامزد بود. در آن عهد و منطقه، دختران جوان معمولاً در سنین دوازده تا سیزده سالگی نامزد و پس از حدود یک سال با نامزد خود ازدواج می‌کردند. همچنین گفته شده که عیسی اولین فرزند او بود. نتیجتاً، مریم در زمان زاییدن عیسی، کودکی در آغاز نوجوانی بوده است. تاریخ تولد عیسی، با توجه به متی (‎۲:۱ و ۱۹:۱) قبل از مرگ هرود بزرگ بوده است؛ لذا تولد عیسی به سال چهار قبل از میلاد، یا اندکی پیش از آن، محاسبه شده است.

### مادر عیسی در رسائل عهد جدید
رسائل پولس—که در انتسابشان به شخص پولس تردیدی وجود ندارد—اولین منابع از مادر عیسی هستند، ولی او هیچ‌گاه مادر عیسی را به نام نخوانده است. پولس در میانه‌های قرن اول—-یعنی دو دهه قبل از اولین انجیل که لوقا باشد—اعتقادات خود دربارهٔ عیسی را در نامه‌ای به کلیساهای مسیحی شرح داده، لیکن هیچ اشاره‌ای به مریم یا تولد منحصر به فرد عیسی نکرده است. او در فیلیپیان (‎۲:۶–۷) دربارهٔ تولد عیسی مطلبی گفته که اشاره به این دارد که عیسی قبل از تولد وجود داشته است: «در صورت خدا بود… لیکن خود را خالی کرده… در شباهت انسان شد.» او در رومیان (۱:۳) می‌گوید عیسی «به حسب جسم، از نسل داوود متولّد شد.» به علاوه، در نامهٔ اول پولس به تیموتاوس (۱:۴)، او اساساً به نسب نامه‌های جعلی و افسانه‌ای عیسی معترض می‌شود. ممکن است منظورش همان روایت باکرگی مریم در متی و لوقا باشد.
در نظر پولس، خدا بودن عیسی به برخاستن او از مرگ مرتبط است (رومیان ۱:۴۰). اگرچه پولس به نظر نمی‌رسد که با داستان تولد عیسی از زنی باکره آشنا بوده باشد، لیکن او دو نفر از حواریون عیسی (پطرس و یوحنا) را شخصاً از نزدیک می‌شناخته است؛ لذا اگر حواریون عیسی هم چیزی دربارهٔ باکرگی مریم می‌دانستند، به پولس می‌گفتند. پولس در غلاطیان عیسی را «مولودِ زن» می‌نامد، ولی این به نظر نمی‌رسد اشاره‌ای به مادر واقعی عیسی باشد، چراکه «مولود زن» در تنخ برای توصیف هر انسانی به کار رفته است. از دیگر توصیفات پولس از عیسی، «متولد بر حسب روح[القدس]» است، ولی این لزوماً تأیید نمی‌کند که پولس با داستان باکره‌بودن مادر عیسی آشنایی داشته است. پولس در این آیه در واقع عیسی را با اسحاق مقایسه کرده است. لغت یونانی «برادر» می‌تواند همزمان به برادر تنی یا ناتنی اشاره داشته باشد؛ لذا با توجه به اشارهٔ پولس به ازدواج برادران عیسی، ممکن است مریم صاحب نوه شده باشد.

### در انجیل مرقس

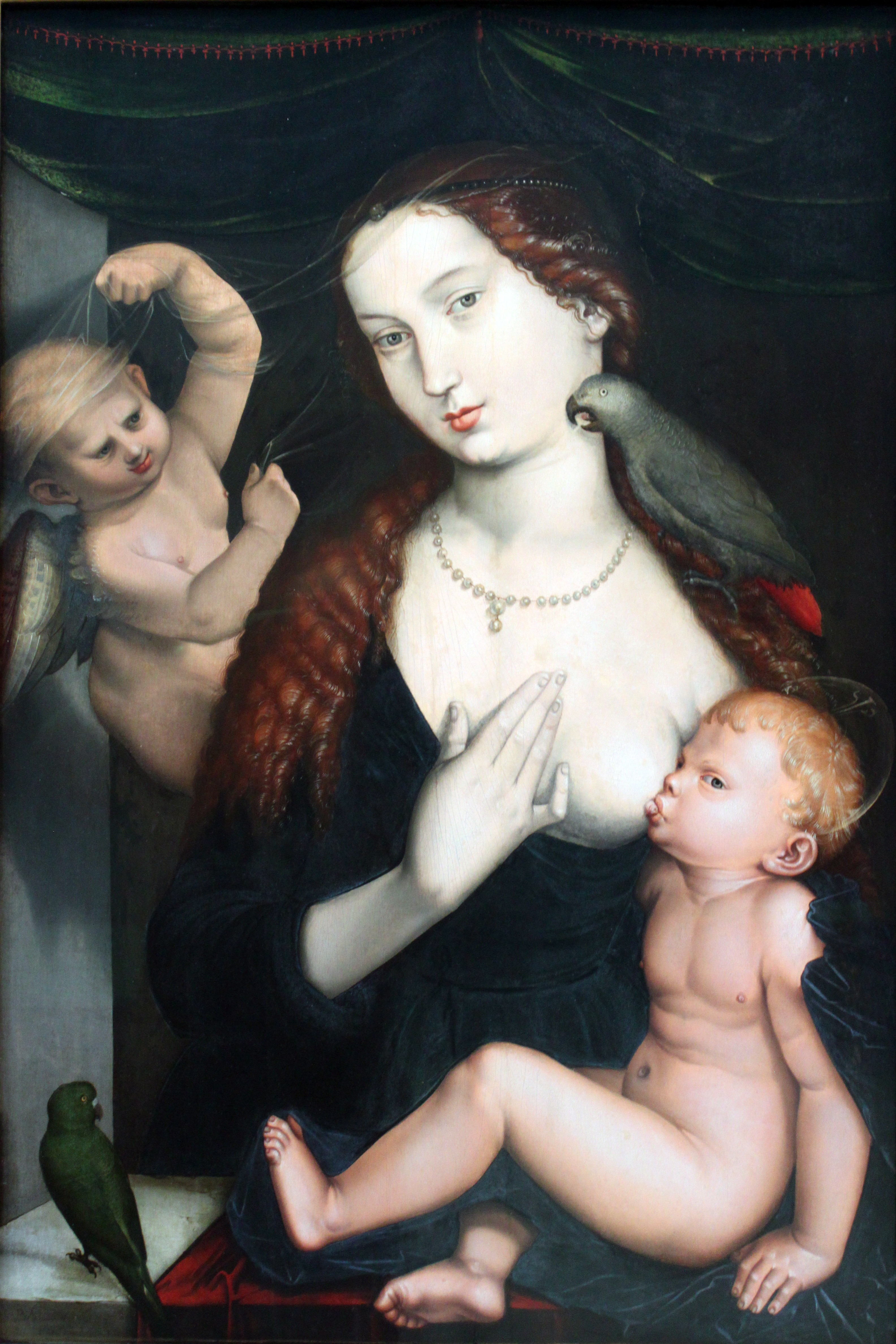
مدونا و طفل اثر هانس بالدونگ، نقاش آلمانی.

اتفاق نظری میان دانشوران وجود دارد که انجیل مرقس، قدیمی‌ترین انجیل است و نویسندگان دیگر اناجیل از آن به عنوان منبعی استفاده کرده‌اند. در این عین حال، انجیل مرقس حاوی کم‌ترین اطلاعات دربارهٔ مریم در مقایسه با دیگر انجیل‌هاست. علاوه بر آن، رابطهٔ عیسی و خانواده اش—از جمله مادرش مریم—امری مسئله‌دار در روایت مرقس است و از مریم به عنوان یکی از کسانی که عیسی تلاش داشته از آن‌ها دور باشد، یاد شده است. مرقس هم مثل پولس هیچ چیزی دربارهٔ تولد عیسی نگفته است. ولی برخلاف پولس، او عیسی را زمان تعمیدش پسر خدا می‌خواند (۱:۱۱)، نه زمان از مرگ برخاستنش. با این وجود، مرقس چیزهایی دربارهٔ مادر عیسی می‌دانسته، از جمله اینکه نامش مریم بوده است. عیسی در مرقس معمولاً «پسر مریم» خطاب شده است. در باب سوم انجیل مرقس، عیسی به ناصره بازمی‌گردد و آنجا همسایگانش او را دیوانه می‌یابند؛ لذا مادر و برادرانش تلاش می‌کنند جلویش را بگیرند ولی عیسی می‌گوید «کسانی که به ارادهٔ خدا عمل می‌کنند، مادر و برادران منند.» اولین اشاره به نام مریم در مرقس (و به‌طور کلی در تمام منابع) زمانی است که عیسی در کنیسه موعظه می‌کند و حاضران که از حرف‌هایش رنجیده‌اند، می‌گوید «آیا این پسر مریم نیست؟» (۶:۳)

### «مریم باکره»: روایت متی و لوقا
روایات متی و لوقا از تولد و نوزادی عیسی بسیار با یکدیگر متفاوت هستند و بدیهی است که به لحاظ تاریخی نامحتمل هستند. دانشوران به‌طور گسترده‌ای این مطالب را جعلِ نویسندگان این دو انجیل محسوب می‌کنند که با هدف اثبات تحقق پیشگویی‌های عهد عتیق (تَتَخ) در اثر تولد عیسی، ساخته شده‌اند. تاریخ شکل‌گیری این مطالب نسبت به مطالب مربوط به تبلیغ و تصلیب عیسی جدیدتر است، ولی اولین مرتبه ای که عیسی، «پسر خدا» خطاب شده در نامه به رومیان (۱:۳–۴) است که چند دهه نسبت به اولین انجیل (مرقس) قدیمی‌تر است. متی و لوقا—برخلاف پولس و مرقس—عیسی را از لحظهٔ بسته‌شدن نطفهٔ او پسر خدا می‌دانند. نقش مریم در هر دوی این انجیل‌ها افزایش پیدا کرده، ولی او در لوقا از متی اهمیت بیشتری دارد. به هر روی، مطالب این دو انجیل منبعِ مریم‌شناسیِ مسیحی بوده‌اند و مفسران کاتولیک و ارتدکس معتقدند این روایات شاید دقیق نباشد، ولی حقیقت هستند.

#### انجیل متی
در انجیل متی، داستان تولد عیسی در بیت‌لحم (محل زندگی داوود در تنخ) روایت شده است، ولی خود مریم در مرکز روایت نیست، بلکه یوسف نجار—محتملا به دلیل شباهت‌هایش به داستان موسی—نقشی محوری دارد. متی از یوسف (مرقس هرگز به یوسف اشاره‌ای نکرده) به عنوان یکی از نوادگان داوود نام برده است. او با اشاره به چهار مادر معروف تاریخ اسرائیل (تامار، رحب، روث و زن اوریای حِتی که منظور بث‌شبع است) زمینه را برای معرفی مریم و تولد نامعمول عیسی فراهم می‌کند. به گفتهٔ متی، یوسف بعد از اینکه خبردار شد نامزدش حامله شده، تصمیم گرفت او را بی‌آبرو نکند و نامزدی‌اش را بی‌سر و صدا با او تمام کند. لیک او در رویایش فرشته‌ای را دید که به او وحی کرد با مریم ازدواج کند، چراکه روح‌القدس کودک را در رحم مریم قرار داده است. مریم را به همین دلیل القابی چون «عروس روح القدس»، «عروس خدا» و «عروس مسیح» داده‌اند.
متی (۱:۲۵) می‌گوید یوسف «تا او پسر نخستین خود را نزایید» با او نزدیکی نکرد که محل بحث دربارهٔ باکرگی مریم بعد از تولد عیسی بوده است. پروتستان‌ها معتقدند منظور رابطهٔ جنسی است، ولی کاتولیک‌ها و ارتدکس‌ها می‌گوید مریم تا آخر باکره ماند، تا آنجا که اوریجن (قرن سوم) نوشته که مریم غیر از عیسی فرزندی نزایید. خود عهد جدید به خواهران و برادران عیسی اشاره کرده است. دیدگاه کاتولیک ریشه در نظر جروم دارد؛ او معتقد بود این خواهران و برادران، عموزاده‌های عیسی بوده‌اند. متی دیگر اشاره‌ای به داستان‌های تولد عیسی نکرده است. تنها اشاره به نام مریم در زمان دیدار با مغان است که «کودک را با مادرش مریم» (‎۲:۹‒۱۱) ملاقات می‌کنند. در ادامهٔ روایت متی، در اثر دیدار مغان با عیسی— «پادشاه یهود» —هرود بزرگ، شاه وقت یهودیه، تصمیم گرفت تمام اطفال بیت‌لحم را قتل‌عام کند؛ لذا، مریم و خانواده‌اش به مصر می‌گریزند و دو سال آنجا می‌مانند. در متی، فرشته فرمان فرار به مصر را به یوسف می‌دهد، نه به مریم.
سه انجیل دیگر هم مانند مرقس نقشی مهم به خانوادهٔ عیسی نداده‌اند، ولی آن‌ها جایگاه مریم را بالاتر برده‌اند. در انجیل متی—که مرقس یکی از منابع اصلی‌اش بوده—تضاد میان حواریون با خانوادهٔ عیسی، شامل مریم، مجدداً روایت شده، ولی متی به تلاش خانوادهٔ عیسی برای اینکه مانع او شوند اشاره‌ای نکرده است. متی (و لوقا) داستان رد شدن موعظهٔ عیسی توسط همسایگانش در ناصره را از لوقا وام گرفته، ولی اشارات به دیوانگی عیسی را بازگو نکرده است. همچنین، این دو انجیل لغت «خانواده» را از میان کسانی که عیسی را رد کردند، حذف کرده‌اند.

#### انجیل لوقا

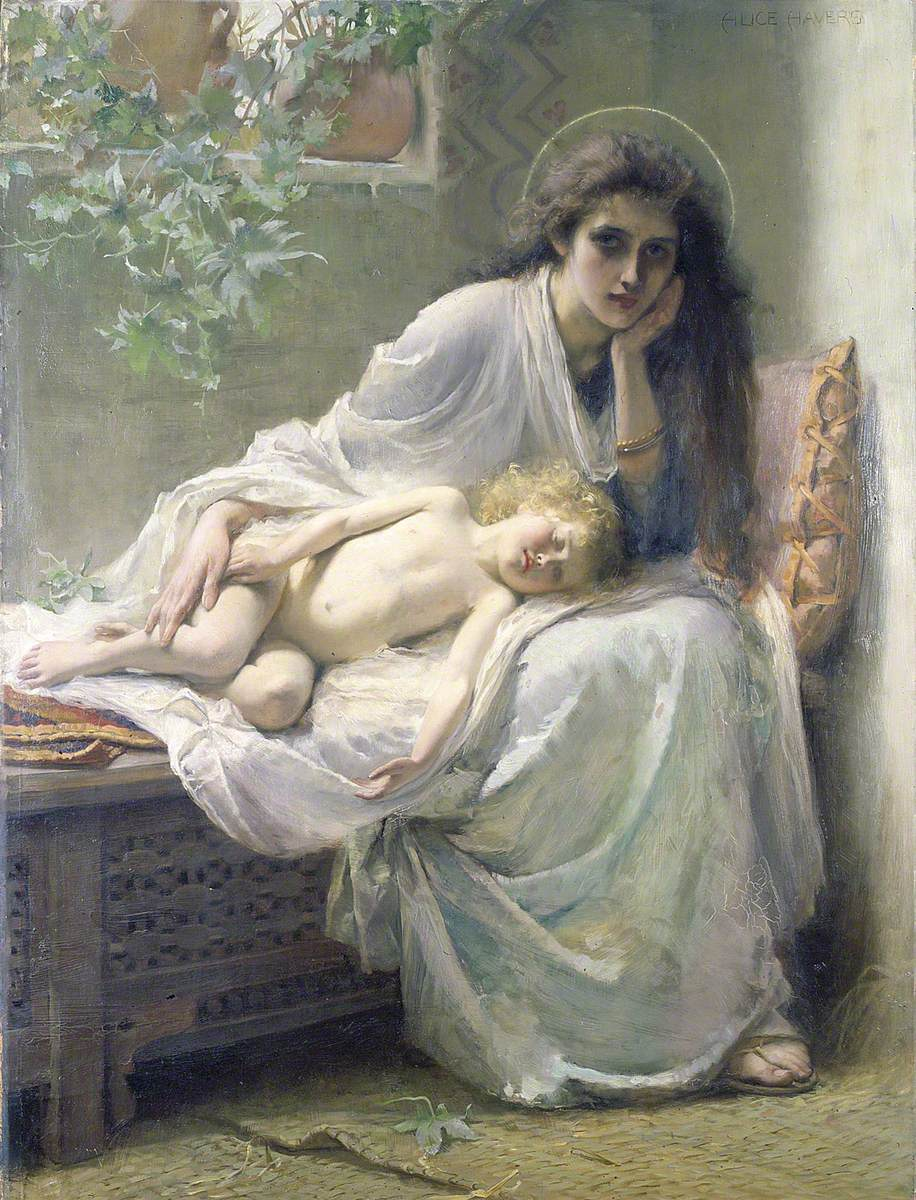
لیک مریم در دل خود متفکر شده، این همه سخنان را نگاه می‌داشت (لوقا ۲:۱۹) اثری از آلیس هاورز.

مریمِ انجیل لوقا قهرمان رستگاری بشر است. بیشتر عقاید قرون بعدی در ربط با مریم، در این انجیل ریشه دارند. روایت لوقا با داستان تولد معجزه‌آسای یحیی از زکریا و الیصابات، از خویشان نازای مریم، آغاز می‌شود. سپس تولد عیسی—که معجزهٔ بزرگ‌تری است—را بازگو کرده است. در این انجیل، جبرئیل به مریم خبر از تولد عیسی می‌دهد و می‌گوید «خدا با توست» و «نزد خدا مرحمت یافته‌ای.» این مطالب به نظر نقشی مهم برای مریم در عهد با خدا—مشابه شخصیت‌های عهد عتیق—قائل هستند. مریم در ابتدا سردرگم است اما بعداً پیام جبرئیل را می‌پذیرد. به عقیدهٔ کوهن، اینجا لوقا قصد داشته مخاطب خود را در نقش مریم قرار دهد (یعنی اول عیسی را رد کند، بعداً بپذیرد). مریم در پاسخ می‌گوید: «پس چنین باشد.» و می‌پذیرد که مادر مسیحا شود. مسیحیان اعصار بعد، بر اساس همین سخن معتقد بودند مریم پذیرفته که باکره بماند.

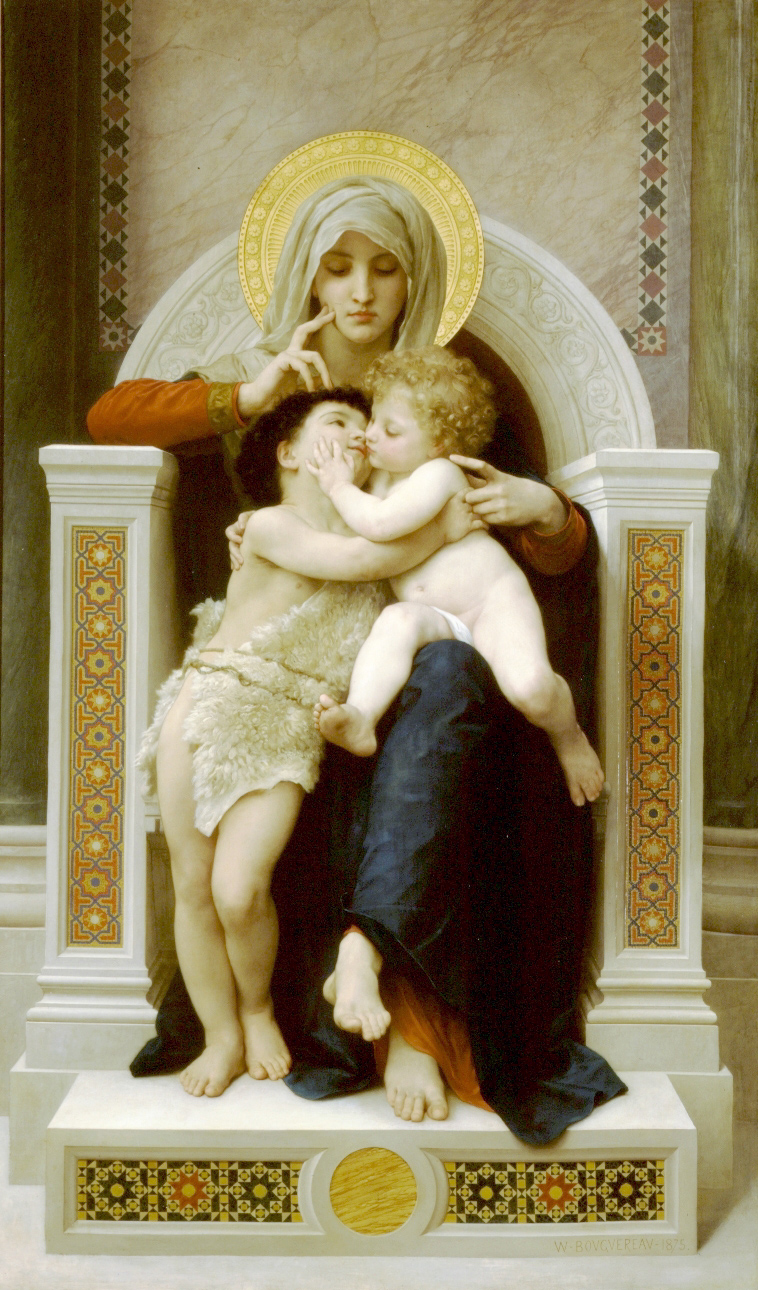
باکره، عیسای نوزاد و یحیی معمدان قدیس (۱۸۷۵) اثر ویلیام-آدولف بوگرو. صحت تاریخی روایت تولد یحیی را نمی‌توان مشخص کرد.

در ادامهٔ روایت (‎۱:۳۹–۵۶) مریم در یهودیه به دیدار الیصابات می‌رود؛ اینجا مریم در واقع نقش تابوت عهد از اسرائیل باستان را دارد که محل استراحت خداست، حضورش موجب شادی و شعف می‌شود و برای سه ماه در تپه‌های یهودا می‌ماند (بنگرید به خروج ‎۴۰:۳۴–۸ در تورات). در مکاشفهٔ یوحنا (۱۱:۱۹) هم اول به تابوت عهد اشاره شده، بعد بلافاصله «زنی که آفتاب را دربردارد و ماه زیر پاهایش و بر سرش تاجی از دوازده ستاره است» (۱۲:۱) یاد شده است. مریم در ملاقات با الیصابات، آوازی موسوم به «جانِ من خداوند را تمجید می‌گوید» می‌خواند (۱:۴۶) که یادآور آواز میریام (خواهر موسی؛ میریام و مریم یک اسم هستند) در سفر خروج است؛ میریام در آن داستان در مدح پیروزی یهوه بر فرعون آواز می‌خواند (خروج ‎۱۵: ۲۰–۲۱).
در لوقا (۴:۲۲) عیسی را «پسر یوسف» خطاب می‌کنند. لوقا همچنین در دو بند دیگر حاوی مطالبی است که احتمالاً ریشه در مرقس دارند: در ‎۸:۱۹–۲۱ به عیسی اطلاع داده می‌شود که مادر و برادرانش بیرون هستند. عیسی پاسخ می‌دهد: «مادر و برادرانم آنانند که کلمهٔ خدا را می‌شنوند.» در ‎۱۱:۲۷–۸ زنی به عیسی می‌گوید «مبارک باد رحمی که تو را حمل کرد، [مبارک باد] آن پستان که تو مکیدی.» ولی جواب عیسی چنین است: «مبارکند آنان که کلمهٔ خدا را می‌شنوند.» لیکن همین انجیل از قول مریم (۱:۴۸) می‌گوید: «نسل‌هایی که می‌آیند، مرا مبارک خواهند خواند.» لذا می‌توان فرض کرد این انجیل، مریم را میان آنان که کلمهٔ خدا را شنیدند، می‌یابد.
لوقا به‌طور کلی تأکید دارد که عیسی با فقرا می‌نشست؛ لذا (‎۱:۴۶–۵۵) مریم هم خود را «حقیر» و «خادم» خدا خطاب می‌کند. اینجا هم مریم نماد اسرائیل است: او ضعیف است و از خدا طلب کمک دارد. مطالب این بخش از نغمهٔ حنا (مادر نازای سموئیل؛ بنگرید به اول سموئیل ‎۲:۱–۱۰) وام گرفته شده است. نتیجتاً، مریم در لوقا صفات پیامبرگونه دارد. به گفتهٔ فوسکت، اساساً در جهان باستان باکرگی و وحی با یکدیگر مرتبط محسوب می‌شدند. با این وجود، لوقا صراحتا مریم را «نبی» خطاب نکرده است؛ به عقیدهٔ کروی و کانر، این موضوع از آن جهت که است که پیامبران زن یونان و روم باستان، باکره بوده‌اند و می‌ترسیدند میان اینان و مریم شباهتی تشخیص داده شود.
مطالب فوق، به همراه داستان‌های نوزادی عیسی (که در آن‌ها به جای مغان، از چوپانان نام برده شده)، ارائهٔ عیسی در معبد اورشلیم و داستان یافتن عیسی در معبد، روی هم دو باب ابتدایی انجیل لوقا را شکل می‌دهند. لوقا نیز مانند متی، یوسف را از نوادگان داوود معرفی کرده و می‌گوید روح‌القدس نطفه را در رحم مریم قرار داد و سپس نوشته: «روح‌القدس بر تو خواهد آمد و قوّت حضرت اعلی (خدا) بر تو سایه خواهد افکند.» در لوقا، مریم زمان حاملگی به همراه یوسف به بیت‌لحم می‌رود و آنجا می‌زاید. چوپانانی به دیدار عیسای نوزاد می‌آیند. لوقا همچنین داستان ختنهٔ عیسی و دو داستان دیگر در معبد اورشلیم—مقدس‌ترین بنای یهودیت—با حضور مریم و عیسی روایت کرده است؛ یکی اعمال پسازایمان مریم مطابق سنت یهودی است و دیگری وقتی مریم و یوسف، عیسای دوازده ساله را در معبد گم می‌کنند و او را در حال تدریس به معلمان می‌یابند. لوقا چند مرتبه افکار درونی مریم را هم روایت کرده است. مسیحیان ادوار بعدی، مریم را هم مثل یوسف از تبار داوود می‌دانستند، ولی عهد جدید چنین نگفته است. در عوض، الیصابات از سبط هارون (جد روحانیت اسرائیل) است. لذا می‌توان نتیجه گرفت مریم نیز به همین سبط تعلق داشته است.

### مادر عیسی در انجیل یوحنا

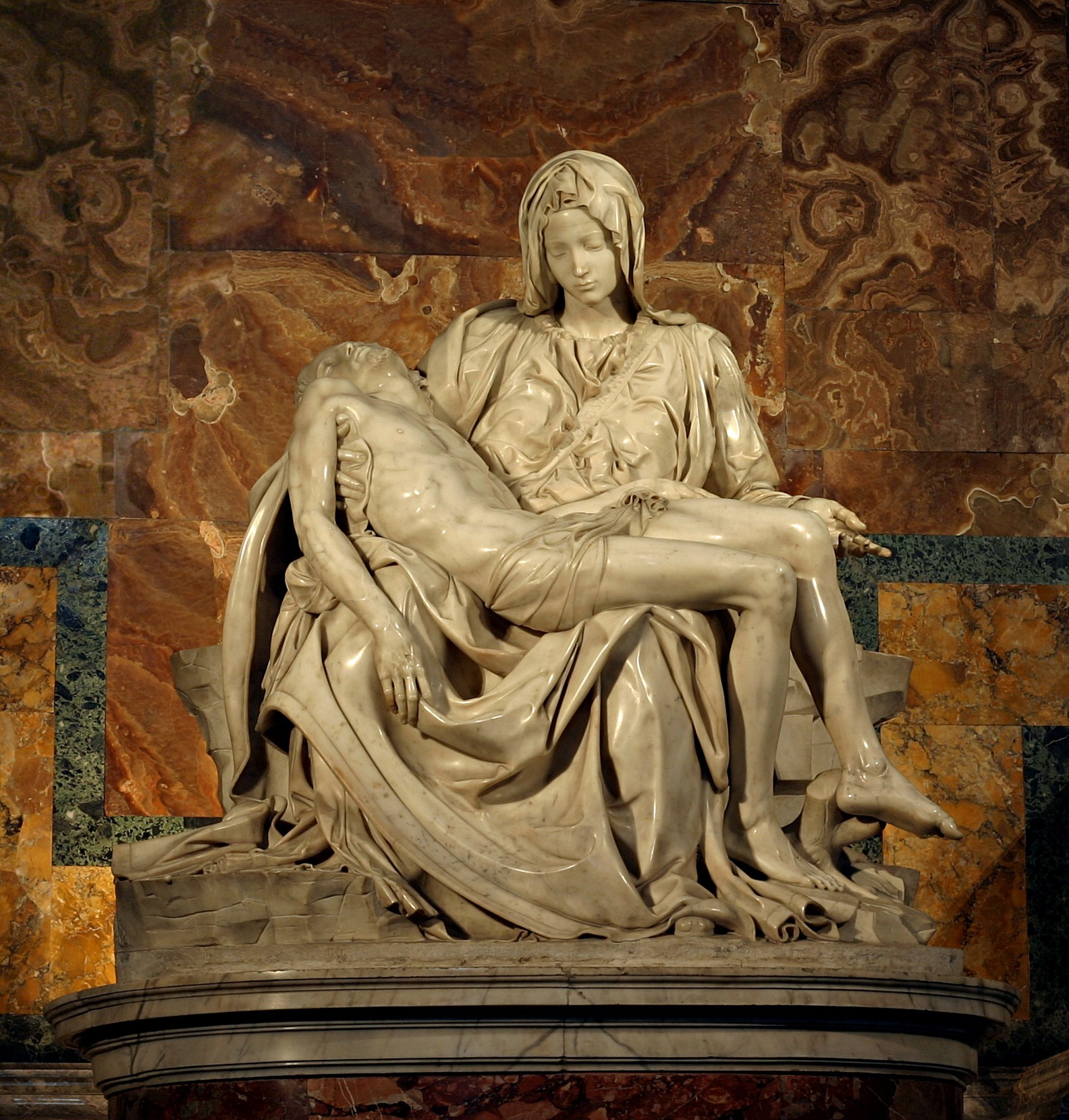
پیه‌تا از میکل‌آنژ. حضور مریم پای صلیب را فقط یوحنا روایت کرده است.

انجیل یوحنا که آخرین و جدیدترین انجیل متعارف است، از مریم نام نبرده است. یوحنا روایت می‌کند که عیسی از قبل از خلقت جهان وجود داشته است و کلمهٔ خدا (لوگوس در یونانی) بوده است. یوحنا در توصیف تولد عیسی (۱:۱۴) فقط می‌گوید «کلمه به جسم تبدیل شد.» در اولین ترجمهٔ سریانی انجیل یوحنا، اینطور گفته شده که او از «رَحِم پدر» (یعنی رَحِم خدا) آمده است. اولین اشارهٔ یوحنا به «مادر عیسی» در عروسی قاناست که مادر عیسی به او خبر می‌دهد شراب تمام شده و عیسی آب را به شراب تبدیل می‌کند. باور به اینکه مریم میانجی بشر و عیسی است، در این داستان (‎۲:۱–۱۱) ریشه دارد. با این وجود، پاسخ عیسی («ای زن، مرا با تو چه کار است؟ ساعت من فرا نرسیده است») به نظر نشان می‌دهد که یوحنا هم دیدگاهی مشابه با مرقس دربارهٔ اختلاف عیسی و خانواده اش دارد، هر چند این نظریه مورد اتفاق‌نظری وجود ندارد. یوحنا، نظیر مرقس، نقشی مهم برای برادران عیسی قائل نیست، ولی برخلاف مرقس که خانوادهٔ عیسی تلاش می‌کنند او را محدود کنند، در یوحنا ایشان او را ترغیب می‌کنند که معجزاتش را نشان دهد.
بعد از عروسی قانا، مادر عیسی یک بار دیگر در انجیل یوحنا مورد اشاره قرار گرفته و آن تصلیب عیسی («ساعت عیسی» که بالاتر ذکر شده) است. در ۱۹:۲۵ گفته شده که «و پای صلیب عیسی، مادر او و خواهر مادرش، مریم زن کَلوُپا و مریم مَجْدَلِیّه ایستاده بودند.» متن یونانی شفاف نیست؛ مشخص نیست اینان دو نفر، سه نفر یا چهار نفر هستند. ولی اینکه دو خواهر یک نام (مریم) داشته باشند، محتمل نیست؛ لذا مفسران گفته‌اند این مریم، خواهرشوهر مادر عیسی است. لوقا و متی—مانند مرقس—اشاره‌ای به حضور مریم پای صلیب عیسی نکرده‌اند.
مادر عیسی در یوحنا نامی ندارد. علاوه بر او، یوحنا «شاگردی که عیسی دوست می‌داشت» را هم به نام معرفی نکرده است. این نفر در پای صلیب کنار یکدیگر هستند و عیسی به مادرش می‌گوید: «ای زن، اینک، پسر تو.» و به آن شاگرد می‌گوید: «اینک، مادر تو.» بدین طریق رابطهٔ مادر و فرزندی بین اینان برقرار می‌شود و مریم به خانهٔ آن شاگرد می‌رود. برخی محققان، مثل مایکلز، معتقدند بعید نیست این شخص واقعاً پسر مریم بوده باشد. در کل، حضور مادر عیسی و شاگرد محبوب او پای صلیب در یوحنا، فراتر از ظاهر آن، معنای نمادینی دارد و تلاش‌های زیادی شده این معنا کشف شود. نظریات دانشوران دربارهٔ این معانی را می‌توان به این صورت خلاصه کرد: او حوای جدید، مادر صهیون و اسرائیل، کهن الگوی ایمان، نماد کلیسا و خانواده است. همین‌ها در سنت مسیحی با تفاوت‌های اندکی (مثلا کلیسا او را «دختر صهیون» می‌نامد) دیده می‌شوند. به عقیدهٔ هاسکینز، اینجا مادر خدا تبدیل به مادر مؤمنان می‌شود. به گفتهٔ براون، تنها معنای نمادینی که می‌توان به‌طور قطع به خود نویسندهٔ یوحنا نسبت داد، این است که او قصد داشته روابط خانوادگی آخرالزمانی عیسی را به خواننده نشان دهد.
در باب اول اعمال رسولان (منسوب به لوقا) مریم حضوری کوتاه دارد. در این زمان عیسی عروج کرده است. او همچنین در باب دوم—زمان نزول روح‌القدس به حواریون عیسی—حاضر است، ولی نامش برده نشده است.

## دیدگاه تاریخی
برخی محققان عقیده دارند در دهه‌های آغازین مسیحیت، نزد بیشتر پیروان عیسی، باوری دربارهٔ تولد معجزه‌آسای او وجود نداشته و به همین دلیل است که عهد جدید ظاهراً اهمیت خاصی به شخصیت مریم یا نحوهٔ تولد عیسی نداده است. بدین طریق می‌توان پی برد که چرا عیسی در روایت لوقا دعای زن در حق مادرش (بنگرید به #دعای زن در همین مقاله) را رد می‌کند. نظر به این مسئله، آنچه متی و لوقا دربارهٔ تولد عیسی نوشته‌اند محتملا در آغاز رواج محدودی داشته و تنها زمانی که انجیل‌نویسان داستان‌های شفاهی را با مضامین ادبی عهد عتیق و ادبیات یونانی-رومی ترکیب کردند، رایج شده‌اند.
گروهی از پژوهشگران، مثل داگلاس اوکمن و فان آرده، معتقدند مسائل پیرامون هویت پدر عیسی در اناجیل، این احتمال را بسیار تقویت می‌کنند که عیسی فرزند نامشروعی بوده و این موضوع به او جایگاه اجتماعی فرودستی می‌داده است. برخی از معاصران او محتملا—با توجه به تثنیه ۲۳:۲—عیسی را اصلاً از بنی‌اسرائیل به‌حساب نمی‌آورده‌اند. مرقس و منبع از دست رفتهٔ کیو می‌گویند عیسی با خانواده‌اش بیگانه بود؛ نتیجتاً، اشارهٔ صریح متی، لوقا و یوحنا به یوسف نجار به عنوان پدر او، ممکن است تلاشی برای پاک نگه‌داشتن نام عیسی بوده باشد. اشارات ضمنی به نامشروع بودن عیسی را می‌توان در انجیل یوحنا (۸:۴۱) دید که در آن یهودیان به عیسی می‌گویند «ما زنازاده نیستیم.»
متی ۱:۲۳ به اشعیا ۷:۱۴ («اینک باکره حامله خواهد شد و پسری خواهد زایید.») اشاره کرده است، لیکن این بند در تفاسیر یهودی هیچ معنای مسیحایی نداشته است. به علاوه، لغت عبری «علماه» کلا به زنِ در سن ازدواج اشاره دارد، نه فقط زن باکره. تأکید بر باکرگی در این بند، احتمالاً ریشه در ترجمهٔ یونانی تنخ دارد که آن را به parthenos—که به لغت «باکره» نزدیک‌تر است—بازگردانده‌اند.
دربارهٔ رابطهٔ سرد عیسی با مادرش در مرقس، نظر کلی محققان این است که زمان تبلیغ علنی عیسی، رابطهٔ او با خانواده‌اش چندان خوب نبوده است و احتمالاً آنان—حداقل در زمان‌هایی—پیرو عیسی نبوده‌اند. به عقیدهٔ کریس ماندر، عهد جدید تأیید می‌کند که برادران عیسی، خاصه یعقوب، نقش مهمی در کلیسای اولیه داشتند؛ یعقوب به نظر می‌رسد تأکید زیادی بر میراث یهودی مسیحیت داشته ولی مرقس تمرکزش بر جنتیل‌هایی است که به عیسی ایمان آورده‌اند، لذا این انگیزه‌ای برای کاهش جایگاه خانواده عیسی بوده است.
برخلاف فرضیهٔ «دو منبعی» —یعنی متی و لوقا با ترکیب مرقس و منبع از بین رفته‌ای نوشته شده‌اند—تفاوت‌های موجود در روایت تولد عیسی در این دو انجیل به قدری زیاد است که احتمالاً مستقل از هم بوده‌اند. ولی نمای کلی داستان تقریباً مشترک است:
| مشخصهٔ داستان                                                   | منبع                         |
| -------------------------------------------------------------- | ---------------------------- |
| ارتباط تولد عیسی و سلطنت هرود بزرگ                             | متی ۲:۱؛ لوقا ۱:۵            |
| مریم با یوسف نامزد است اما هنوز نزدیکی نکرده‌اند و او باکره است | متی ۱:۱۸؛ لوقا ۱:۲۷، ۳۴؛ ۲:۵ |
| یوسف از نسل داوود است                                          | متی ۱:۱۶، ۲۰؛ لوقا ۱:۲۷؛ ۲:۴ |
| خبر تولد توسط فرشته ای وحی می‌شود                               | متی ‎۱:۲۰–۲۳؛ لوقا ‎۱:۲۶–۳۵    |
| عیسی، پسر داوود (از نسل داوود) است                             | متی ۱:۱؛ لوقا ۱:۳۲           |
| نطفهٔ عیسی توسط روح القدس بسته می‌شود                            | متی ۱:۱۸‎، ۲۰؛ لوقا ۱:۳۵      |
| یوسف هیچ نقشی در بسته شدن نطفه ندارد                           | متی ‎۱:۱۸–۲۵؛ لوقا ۱:۳۵       |
| نام عیسی توسط خدا انتخاب شده                                   | متی ۱:۲۱؛ لوقا ۱:۳۱          |
| فرشته عیسی را «منجی» می‌نامد                                    | متی ۱:۲۱؛ لوقا ۲:۱۱          |
| در زمان تولد عیسی، مریم و یوسف با هم زندگی می‌کنند              | متی ‎۱:۲۴–۲۵؛ لوقا ‎۲:۴–۷      |
| عیسی در بیت لحم متولد می‌شود                                    | متی ۲:۱؛ لوقا ‎۲:۴–۷          |
| خانوادهٔ عیسی در ناصره ساکن می‌شوند                              | متی ‎۲:۲۲–۲۳؛ لوقا ۲:۳۹       |

ژانر ادبی داستان‌های تولد عیسی محل بحث است؛ این داستان‌ها به گونه‌ای نمایانده شده‌اند که تحقق پیشگویی‌های متون مقدس اسرائیل را نشان دهند. تالبرت این قصه‌ها را با داستان‌های جوانی شخصیت‌های بزرگ در منابع یونانی-رومی—که خبر از عظمت شخص مورد نظر در آینده می‌دهند—مقایسه کرده است. گندری و براون آن‌ها را با میدراش—نوعی تفسیر یهودی—شبیه می‌یابند. ولی مایکل برد معتقد است داستان‌های تولد عیسی به‌طور کامل در هیچ دستهٔ قدیمی‌تری جا نمی‌گیرند: از آن نظر که از عهد عتیق نقل‌قول می‌کنند میدراشی هستند، ولی از جنبهٔ دیگر آگادایی‌اند، زیرا مانند آگادا داستان به خودی خود اهمیتی ندارد، فقط موجود است تا جنبهٔ الهی آن را بازگو کند.
داستان مژدهٔ تولد عیسی توسط فرشته در لوقا شدیداً از عهد عتیق—به‌طور مشخص مژدهٔ تولد اسحاق در پیدایش ‎۱۷:۱۵–۲۱، تولد سامسون در داوران ‎۱۳:۲–۷ و تولد سموئیل در اول سموئیل—تاثیر پذیرفته است. از سویی، داستان متی دربارهٔ کشتار نوزادان پسر توسط هرود، شبیه به کشتار نوزادان توسط فرعون برای جلوگیری از ظهور منجی قوم (موسی) در سفر خروج ۱–۲ است. البته که جعل تولد عیسی بر اساس عهد عتیق منتفی نیست، ولی تفاسیر اولیهٔ مسیحی معمولاً از عهد عتیق به عنوان ابزاری برای تفسیر استفاده می‌کردند، نه برای ساخت داستان. به گفتهٔ مایکل برد، با توجه به اشارات عهد جدید به حضور مریم و خانوادهٔ عیسی در کلیسای اولیه، ممکن است منابعی دیگر با محوریت مریم (لوقا) و یوسف نجار (متی) بودند که انجیل‌نگاران به آن‌ها دسترسی داشته‌اند.
به هر روی، زمان زیادی طول نکشید که باور به باکرگی مریم در زمان زاییدن عیسی میان مسیحیان امری بدیهی تصور شود. در نامه به افیسیان، از اوایل قرن دوم میلادی، نویسنده می‌گوید سه راز از شهریار عصر نهان است و از باکره بودن مریم در میان آن‌ها نام می‌برد. از این زمان، مسیحیان اعتقاد داشتند که نویسندگان عهد جدید همگی به تولد معجزه آسای عیسی واقف بوده‌اند.

## مسیحیت اولیه — تکامل شخصیت مریم

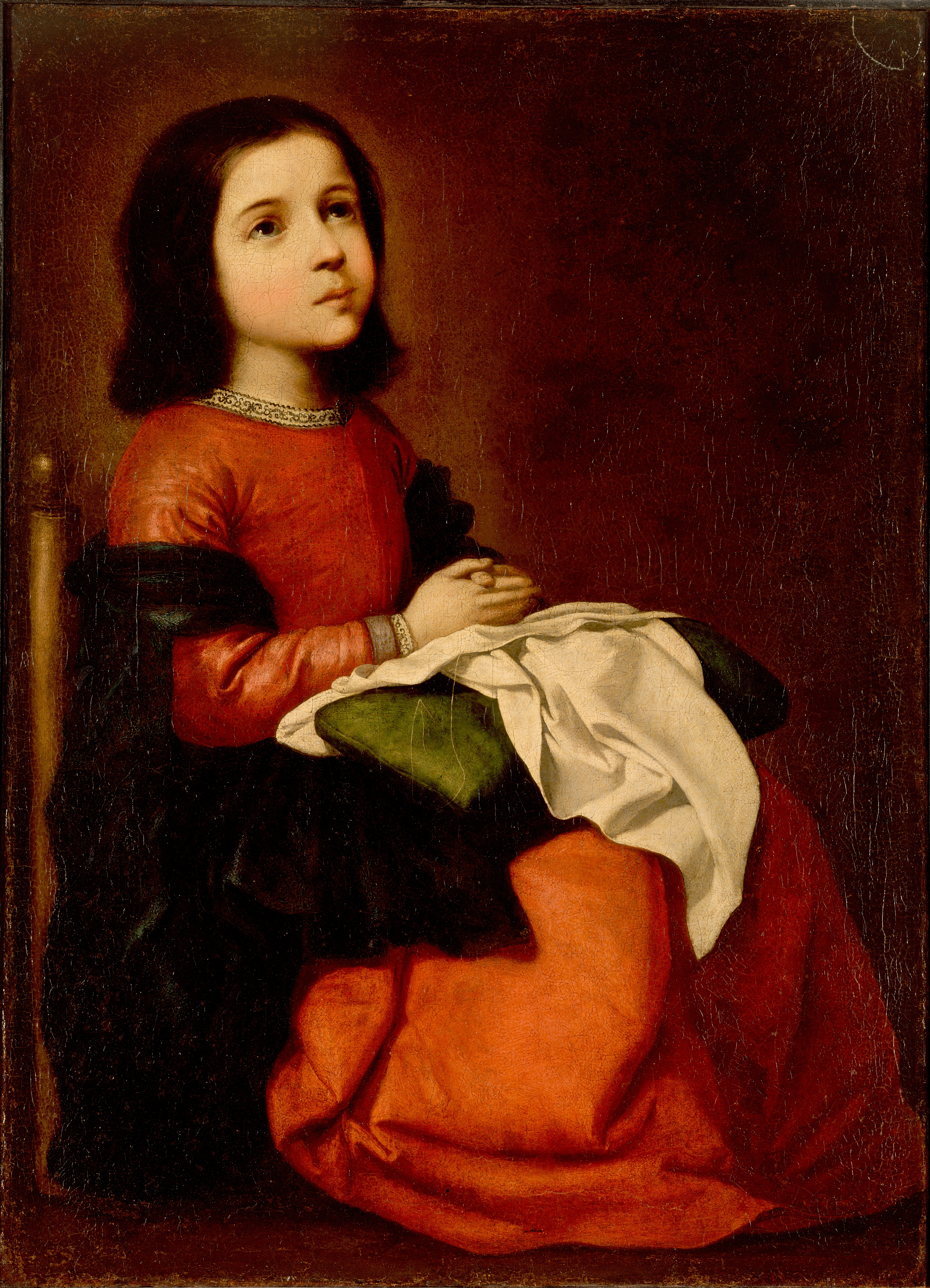
کودکی باکره اثر فرانسیسکو دی زورباران. عهد جدید حاوی هیچ اطلاعاتی دربارهٔ زندگی مریم پیش از تولد عیسی نیست و داستان‌هایی مثل زندگی مریم در معبد در قرون بعدی شکل گرفته‌اند. محققان معتقدند این داستان‌ها هیچ مبنای تاریخی ندارد.

کمبود اطلاعات دربارهٔ مریم در عهد جدید، به خصوص دربارهٔ زندگی او قبل و بعد از عیسی، باعث شده مسیحیان در طول تاریخ مطالب دیگری به سرگذشتش اضافه کنند که گاهی حتی به بخشی از عقاید دینی آن‌ها تبدیل شده‌اند. یکی از این‌ها، اعتقاد باکرگی مریم در تمام طول زندگی‌اش است. تکامل شخصیت مریم به صورت خطی انجام نشده و شکل‌گیری باورهای امروزی مسیحیت، قرن ها—حداقل تا میانه‌های قرن پنجم—طول کشیده است. قدیمی‌ترین تصاویر از مریم، در گوردخمه‌های قرن سومی روم هستند ولی مریم نقش محوری در آن‌ها ندارد. در این آثار، دیدار مغان از عیسای نوزاد به چشم می‌خورد که نشان از ایمان غیریهودیان به عیسی (خدا) و مریم (کلیسا) محسوب می‌شدند. مریم دست‌کم از سال ۴۵۰ میلادی نماد کلیسا محسوب می‌شده است. غیر از گوردخمه‌ها، یافته‌های مادی دیگری از مریم از این دوره پیدا نشده است. دیگر منابع مطالعهٔ اعتقادات دربارهٔ مریم در این عهد، اناجیل مشکوک و آثار پدران کلیسا هستند. انجیل یعقوب—دربارهٔ تولد مریم—و به خواب رفتن باکره—دربارهٔ مرگ او—از مهم‌ترین منابع متاخر هستند. مریم در این منابع شخصیتی فراتر از «مادر عیسی» است؛ او در ظاهر حواری، آینده‌بین، میانجی بین خدا و انسان‌ها و غیره حضور پیدا می‌کند.

### اناجیل مشکوک
در انجیل یعقوب، حنه و یهویاقیم، والدین ثروتمند مریم که در اورشلیم زندگی می‌کنند، تا سن پیری صاحب فرزندی نشده‌اند. وقتی یهویاقیم در بیابان است، فرشته‌ای به حنه خبر حاملگی‌اش را می‌دهد. چون خدا آرزوی ایشان را برآورده کرد، دخترشان را به خادمی معبد دادند تا در کنار دیگر باکره‌ها بزرگ شود. در معبد، مریم غذای خودش را از فرشتگان دریافت می‌کرد. در دوازده سالگی—زمان ترک معبد—او را به یوسف نجار که از ازدواج قبلی فرزندانی داشته می‌سپارند (اشاره‌ای به ازدواجشان نشده). نویسنده سپس با ترکیب مطالب متی و لوقا با محتوای جدید—مثلا تولد عیسی در غار به جای میخانه—روایت می‌کند که ابری درخشان بر غار تابید و نور آن تبدیل به نوزادی شد. زمان نگارش این کتاب مشخص نیست، ولی قبل از مرگ کلمنت (ح. ۱۵۰–۲۱۵) و توسط نویسندهٔ ناشناس یهودی-مسیحی نوشته شده است. این کتاب در عهد باستان خیلی معروف بوده و به سریانی، عربی، لاتین، گرجی، ارمنی و غیره ترجمه شده است. یکی از اهداف تألیف آن، محتملا دفاع از مریم در برابر اتهامات زناکاری که مخالفان مسیحیت به او می‌زدند—مثلا در سخن راست کلسوس که پدر عیسی را سربازی رومی معرفی کرده—بوده است. دیگر نویسندگان از این کتاب به عنوان منبعی برای ساخت قصه‌های جدید دربارهٔ عیسی استفاده می‌کردند که برخی در یونانی، عربی و گرجی موجود است.
یکی از این کتب، روحانیت عیسی است که روحانیون معبد اورشلیم از مریم دربارهٔ پدر عیسی می‌پرسند و وعده می‌دهند اگر راست بگوید، او را ببخشند. مریم می‌گوید مردی را نشناخته و باکره است؛ روحانیون زنانی را می‌آورند تا باکرگی او را بررسی کنند و وقتی ادعای مریم ثابت می‌شود، عیسی را به عنوان یکی از خودشان می‌پذیرند. در انجیل طفولیت ارمنی (قبل از قرن ششم) مریم از معجزات عیسی حیرت‌زده است و می‌اندیشد چگونه فرزندی با چنین توانایی‌هایی را تربیت کند. در انجیل طفولیت عربی (قبل از قرن هفتم) این مریم است که انتخاب می‌کند عیسی چه کسی را شفا دهد. انجیل یعقوب در غرب ممنوع بوده، اما انجیل متی مشکوک نسخه‌ای گسترش یافته از همان به لاتین است که بر اساس آن، مریم در دفاع از خود می‌گوید «در کودکی تصمیم گرفتم هرگز به مردی نزدیک نشوم.» همین کتاب روایت کرده که مریم برای استراحت به درخت نخلی پناه می‌برد و عیسی به درخت دستور می‌دهد برای مادرش میوه بریزد. در نسخه‌ای دیگر، عیسی بعد از برخاستن از مرگ به مریم فاش می‌کند آن نخل در اصل از بهشت اخراج شده بوده و توسط عیسی به جای اصلی‌اش بازگردانده شده است.

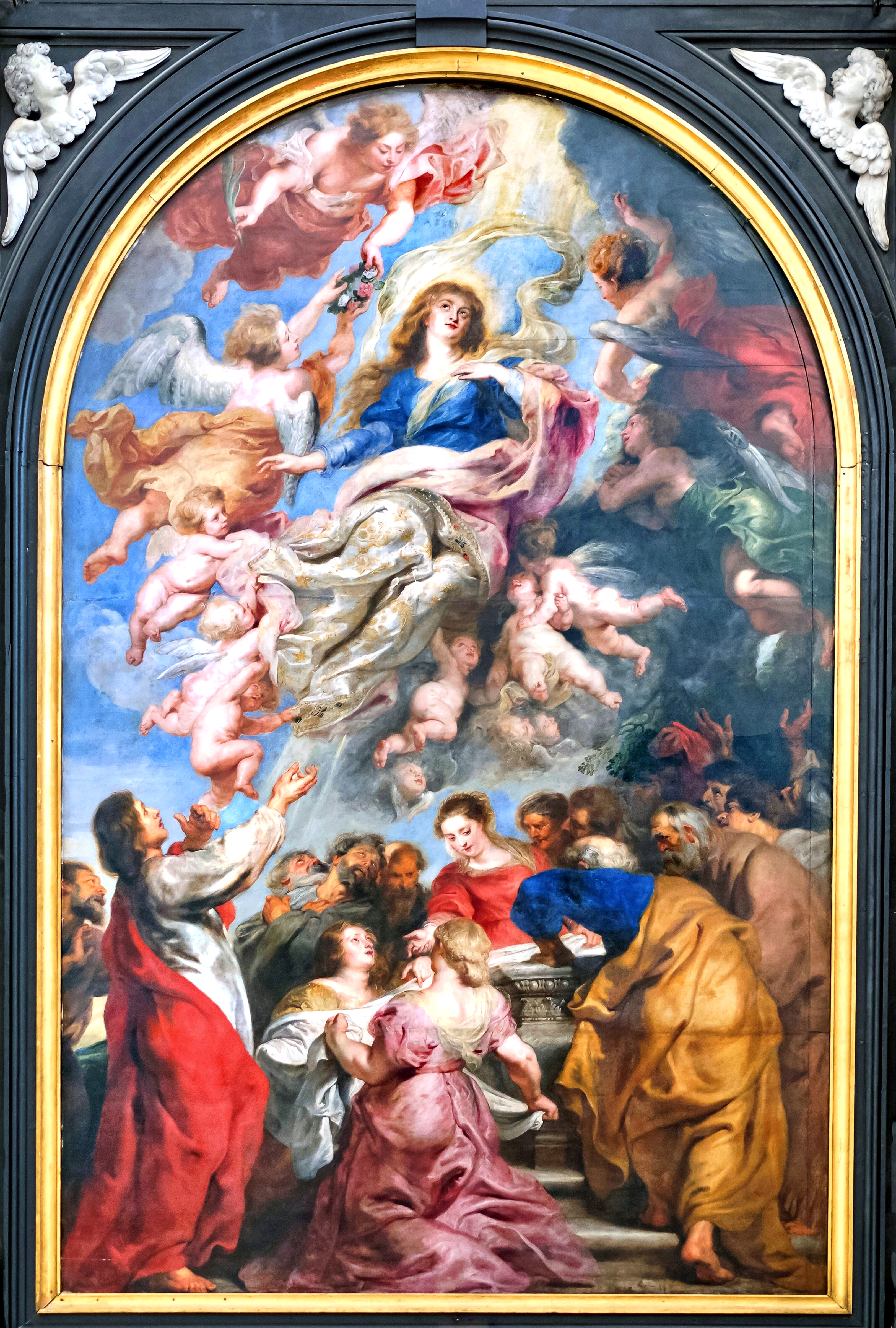
عروج مریم (۱۶۲۶)، اثر پیتر پل روبنس. باور به عروج مریم ریشه در اناجیل مشکوک دارد.

در منابعی که مریم را یکی از حواریون عیسی نمایانده‌اند، او اغلب با دیگر مریم‌ها—خاصه مریم مجدلیه—ترکیب شده است. در مرثیهٔ مریم (قرن پنجم) مریم بعد از تصلیب از یوحنا—باقی حواریون فرار کرده‌اند—درخواست می‌کند او را نزد عیسی ببرد و پای صلیب، عیسی مادرش را به یوحنا می‌سپارد (بنگرید به #مریم و تصلیب عیسی در همین مقاله). در راه بازگشت، زنانی مریم را نفرین می‌کنند که «این انتقام ما از و تو پسر توست، چه از وقتی که او را آوردی، دیگر فرزندی نزاییدیم.» در این کتاب، مریم مادر عیسی است که به جای مریم مجدلیه بالای سر قبر عیسی می‌رود و آن را خالی می‌یابد. در برخی از منابعی از این دست، مثل سخنان منجی (قرن چهارم)، مشخص نیست که مریمِ داستان، کدام مریم است. در پرسش‌های برتولما (قرن سوم)، او از مریم می‌پرسد چگونه عیسی را زاییدی، و مریم می‌گوید: «ترسم اگر گویم، از دهانم آتش خارج شود.» در هر حال توضیح می‌دهد که خدا را سه سال قبل از تولد عیسی ملاقات کرده و همین زمان آتش از دهانش بیرون می‌آید، ولی عیسی خاموشش می‌کند. نامه‌هایی هم به مریم منسوب است.
داستان‌های مرگ مریم بسیارند و هفتاد و هفت نسخه از به خواب رفتن باکره وجود دارد. این‌ها در دو دسته قرار می‌گیرند: یا بدن او به آسمان می‌رود، یا در زمین می‌ماند تا در آخرالزمان دوباره با روحش یکی شود. رواج این داستان‌ها از قرن پنجم آغاز شده و باور به عروج مریم—به شیوهٔ عیسی—ریشه در آن دارد؛ مثلاً گفته شده او هر روز سر قبر عیسی می‌رفته، تا اینکه یهودیان مانعش شدند و به بیت‌لحم بازگشت. آنجا مریض می‌شود و از حواریون عیسی می‌خواهد در لحظهٔ مرگ کنارش باشند؛ حواریون سوار بر ابرها خود را به بیت‌لحم می‌رسانند. با مرگ مریم، جسدش در ارابهٔ نور قرار داده می‌شود تا به باغ عدن رود. آنجا جهنم را نیز به او نشان می‌دهند. در متنی دیگر، مریم که از مجازات مسیحیان در جهنم رنجیده، طلب می‌کند که او را هم مجازات کنند ولی میکائیل می‌گوید که غیرممکن است.

### پدران کلیسا
پدران کلیسا گروهی از متکلمان و نویسندگان اولیهٔ مسیحی بودند که الهیات مسیحی را پایه گذاشتند. تا قبل از سال ۴۳۱ که شورای اِفسوس لقب «تئوتوکوس» (حامل خدا) را برای مریم تأیید کرد، او حضور مستقلی از عیسی در آثار پدران کلیسا نداشته است. در واقع اینان معتقد بودند بررسی شخصیت مریم، تنها می‌تواند به درک بهتر عیسی کمک کند، چه اگر عیسی وجهی انسانی هم می‌داشته، به واسطهٔ معمولی‌بودن مادرش بوده است. دیدگاه غالب پدران کلیسا نسبت به مریم مثبت بوده، ولی استثناهایی هم وجود داشته است. جروم مریم را نماد کنیسه (یهودیان کافر به عیسی) نامیده است. همین مطلب را ترتولیان هم نوشته است. ژوستین شهید هم داستان تولد عیسی در غاری را روایت کرده و آن را تحقق پیشگویی اشعیا («او در غار رفیعی صخره ای سترگ زندگی خواهد کرد.» ۳۳:۱۶ در ترجمهٔ یونانی) دانسته است. اوریجن (قرن چهارم) می‌گوید که مریم ایمانی به تصلیب نداشت. سیریل—مدافع تئوتوکوس نامیدن مریم—نیز با اوریجن در این زمینه موافق بوده است. ایرنئوس از فرقه‌ای به نام ابیونی‌ها نوشته است که باکرگی مادر عیسی را منکر بودند و تنها به انجیل متی—معروف به انجیل یهودی—اعتقاد داشتند. جروم و امبروس که از معتقدان به باکرگی مادام‌العمر مریم بودند، باکرگی و عدم روابط جنسی را تبلیغ می‌کردند، چراکه آن را نشانه‌ای پشت سر گذاشتن سرشت انسانی می‌یافتند.
قدیمی‌ترین اسناد برای لقب تئوتوکوس، پاپیروسی از قرن سوم یا چهارم میلادی و فرمان شورای اِفسوس است. نسطوریوس این لقب را بدعت می‌یافت و معتقد بود مریم باید «کریستوکوس» (حامل مسیح) نامیده شود. مخالفت نسطوریوس—که نهایتاً از سوی کلیسا تکفیر شد—مناقشاتی را نزد روحانیون مسیحی ایجاد کرد. پولس، عیسی را «آدم آخر» نامیده است. در منابع مسیحی از قرن دوم، این مقایسه به حوای جدید خواندن مریم تعمیم یافته است. ژوستین شهید می‌نویسد: «حوا که باکره و پاک بود، نافرمانی و مرگ را زایید… لیک مریم کسی را بزاد که مار [شخصیتی در داستان آدم و حوا] را نابود کرد و انسان‌ها و فرشتگان یکی شدند.» به گفتهٔ ایرنئوس، «همان‌طور که حوا به واسطهٔ سخن فرشتگان به کلمهٔ خدا خیانت کرد، مریم از طریق سخن فرشتگان شنید که خدا را حامله خواهد شد.» نویسندگان از قرن دوم، کلیسا را نیز زنی باکره نامیده‌اند که به واسطهٔ عیسی صاحب فرزندی شده است. گرچه پدران کلیسا جایگاه مریم به عنوان حوای جدید را قبول داشتند، اما هیچ نوع معجزه‌ای به او نسبت نداده‌اند؛ حتی اثری قبطی مسیحی از قرن ششم میلادی چنین باوری را مسخره کرده است.
مریم‌شناسی از قرن پنجم میلادی وارد مرحلهٔ متفاوتی شد. از همین زمان، اعیاد مسیحی مربوط به مریم رایج شدند. تا قبل از قرن پنجم، «عید مریمِ تئوتوکوس» (۱۵ اوت) و یکی از مراسمات کریسمس، به نظر تنها اعیاد مرتبط با مریم بوده‌اند. ولی در قرن ششم عیدهای بشارت به مریم، تولد مریم، ارائه عیسی در معبد توسط مریم ظهور کردند. در انتهای قرن، امپراتور موریس ۱۵ اوت را عید به خواب رفتن مریم مقدس اعلام کرد. در همین دوره، مریم قدیس پشتیبان رم و قسطنطنیه اعلام شد. همزمان با رایج شدن این اعیاد، داستان‌ها و حکایت‌های مرتبط به آن‌ها هم رایج شدند. کتاکیا اثر رومانوسِ آوازه‌خوان یکی از نمونه‌هایی است که در آن محوریت از خودِ عسی برداشته شده و این نقش به مریم داده شده است. تئوتوکوس اعلام شدن مریم در شورای اِفسوس معمولاً مسبب افزایش علاقه به او در این عصر محسوب می‌شود.

## دیدگاه مسیحیان

### مسیحیت قرون وسطی
در داستانی از قرون وسطی گفته شده اسقفی روحش را به شیطان فروخت تا از دشمنانش انتقام بگیرد ولی پشیمان شد و نزد مریم توبه کرد. مریم او را پذیرفت و شیطان را مجبور کرد تا معامله را ملغی کند. چنین جایگاهی—توانایی میانجی‌گری بین خدا و بشر—از مهم‌ترین دلایل تکریم مریم در قرون وسطی بوده است. علاوه بر شخصیتی آسمانی، مریم تجلی مادری زمینی هم بود که می‌توانست رنج و شادی انسان را درک کند. مریم—و اساساً قدیس‌ها—نقشی مهم در زندگی روزمرهٔ اروپاییان این دوره داشتند؛ تصاویر و مجسمه‌های او در کلیسا و خانه‌ها نقش می‌بست و محترم داشته می‌شد، چهار عید بزرگ مریم (تولد، بشارت، پاکداشت و عروج) قرن‌ها سابقه داشتند و اخیراً نیز سه عید دیگر (ارائه در معبد، دیدار با الیصابات و حاملگی) رواج پیدا کرده بودند. با این حال، نقش مهم مریم بدون انتقادات هم نبود؛ علاوه بر لوتر، منتقدان دیگری هم وجود داشتند، چراکه معتقد بودند قدیس‌ها برخلاف عیسی، جایگاه محوری ندارند. دسیدریوس اراسموس «ساده‌لوحانی» که ایمان زیادی به مریم داشتند را مسخره کرده است. انتقاداتی که مارتین لوتر به آیین‌های مریم وارد کرد، بسیار شدیدتر بودند.

### پروتستان‌ها
مخالفت‌های گستردهٔ مارتین لوتر با کلیسای کاتولیک منجر به این شد که او از بسیاری از مظاهر مسیحی مریم انتقاد کند. جنبشی که او نهایتاً شکل داد، راه و رسم جدیدی برای مسیحیان ایجاد کرد و مریم نیز در آن نقشی متفاوت یافت که منجر به کاهش اهمیت او در زندگی و اعتقادات مسیحیان شد. او حتی سال‌های پایانی عمر خویش از ایمانش به مریم در جوانی با «تهوع» یاد کرده است چون آن ایمان «نه به مریم یا خدا، بلکه به شیطان بود» و مریم را شخصیتی مهربان در مقایسه با مسیحِ خشمگین می‌نمایاند. قدیمی‌ترین انتقادات او از سال‌های ‎۱۵۱۳–۱۶ هستند که نوشته ایمان به مریم، ایمان به مسیح را منحرف می‌کند. او در سال ۱۵۲۱ نوشت که وقتی مردم از مریم مدد می‌خواهند، نباید فراموش کنند قدرت از آن خداست. مریم مادر مهربانی نیست که از ایشان در برابر عدالت تزلزل‌ناپذیر مسیح محافظت کند. لوتر، سن برنارد کلروو—که مریم را در رؤیا زنی دید که پستان‌هایش را در برابر مسیح برهنه می‌کرد تا نتواند درخواستش را رد کند—را بابت اعتقادات به مریم سرزنش می‌کرد. او تکریم مریم را بت‌پرستی می‌یافت زیرا در کتاب مقدس به آن اشاره‌ای نشده است. لوتر حتی باکرگی مریم را هم از فضایل او نمی‌شمارد، بلکه صرفاً لازمهٔ تولد عیسی بود تا در اثر گناه زاده نشود.
البته لوتر معتقد به نابود کردن تصاویر و مجسمه‌های مریم نبود. او می‌گفت مریم از همهٔ قدیس‌ها بالاتر است و وقتی این مسائل برطرف شود، می‌توان او را به درستی تکریم کرد. لوتر مریم را به لحاظ ایمان با ابراهیم برابر می‌یافت، چراکه او به حرف خدا شک نکرد و ایمان مریم به اندازه تجسم عیسی معجزه‌آسا بود. مریم چنان فروتن بود که وقتی فهمید پسر خدا را حامله می‌شود، مغرور نشد. او الگوی ایمان و پیروی—هم از خدا و هم از مقامات دولتی—است، چراکه با وجود نزدیکی زاییدن، برای سرشماری به بیت‌لحم بازگشت و در معبد مالیات پرداخت کرد. لوتر مریم را الگوی ویژه‌ای برای زنان و دختران می‌دانست، به خصوص که او برای کمک به الیصاباتِ سالخورده به روستا سفر کرد.

## دیدگاه سایر ادیان

### یهودیت
در ادبیات ربانی یهودی تقریباً هیچ چیزی دربارهٔ خانوادهٔ عیسی — حتی همان اطلاعاتی که در عهد جدید موجود است — دیده نمی‌شود. قدیمی‌ترین اطلاعات از تلمود بابلی است ولی آنجا عیسی را به نام نخوانده‌اند؛ بلکه او دلقکی به نام «یشوع بن ستده» یا «بن پندره» است و این اختلاف از آنجا بوده که دو روایت وجود داشته است. در واقع، مطالب موجود در تلمود دربارهٔ عیسی، بیشتر این پرداخته‌اند که نام پدر پندره بوده یا ستده؛ ولی به این مسئله که خودش چه کسی بوده اهمیتی نداده‌اند: بدیهی است همه می‌دانستند منظور عیسی است. روایت اول به نقل از ربی هیصده (متوفی ۳۰۹ م) است، و راوی دوم فردی ناشناس.
در گفتگویی دربارهٔ این دلقک در ربط با هویت واقعی او پرسیده می‌شود، و جواب چنین است: «ستده شوهر مادرش بود، و پندره معشوق آن زن.» دوباره پرسیده می‌شود: «(ولی آیا) پاپوس بن یهودا شوهر او نبود و ستده نام مادر؟» ربی هیصده پاسخ می‌دهد: «مادرش [میریام/مریم] (زنی بود) که (پشم‌های) قسمت خصوصی زنانگی‌اش را بلند می‌کرد.» دربارهٔ او چنین می‌گویند که «او به شوهرش خیانت کرد.» روایت دوم نقل می‌کند که شوهر مادر آن دلقک، پاپوس بن یهودا بوده و مادر ستده نام داشته است. «ستده» در عبری به معنای «گمراه‌کننده» است و میریام/مریم را ستده می‌خواندند زیرا به زنا محکوم شده بود. «پاپوس بن یهودا» در روایت منسوب به ربی میر در تلمود اینگونه معرفی شده که او شوهر میریام/مریم بوده و چون زنی خیانتکار داشته، هنگام ترک خانه در را قفل می‌کرده است.
کلسوس، نویسندهٔ رومی، در سخن راست از شخصیتی یهودی نقل می‌کند که عیسی مولود زنای مادرش با سربازی به نام پانثرا بوده است. این داستان شبیه روایات تلمودی دربارهٔ «یشوع بن پندره» است ولی چون در تلمود از عیسی به صراحت نام برده نشده، یوهان مایر نتیجه می‌گیرد داستان کلسوس — که قرن‌ها قدیمی‌تر است و حداقل به قرن دوم بازمی‌گردد — و داستان‌های تلمود از هم مستقل بوده‌اند، ولی رایمر روکما معتقد است کلسوس ممکن بوده از منبع یهودی دیگری غیر از تلمود استفاده کرده باشد. جِین شابرگ داستان تولد نامشروع عیسی را واقعیتی تاریخی می‌یابد.
قرن ششم مصادف بود با گسترش انتظارات آخرالزمانی در خاورمیانه (بنگرید به محمد#باورهای آخرالزمانی). در یکی از آثار آخرالزمانی یهودی این دوره، زنی وجود دارد که به نظر مریم است؛ به گفتهٔ سفر زروبابل، خدا زروبابل را به قسطنطنیه برد تا آنجا میکائیل خانهٔ کثافت (کلیسا) را نشانش دهد. میکائیل توضیح می‌دهد که مجسمهٔ زنی که در خانهٔ کثافت وجود دارد، تندیس زن بعلیال است. در آخرالزمان، شیطان با این زن نزدیکی خواهد کرد و او پسری به نام آرمیلوس خواهد زایید. آرمیلوس آخرین امپراتور روم خواهد شد و پادشاه ایران را شکست می‌دهد. سپس مردمان را مجبور می‌کند مجسمهٔ مادرش را مثل بتی بپرستند و هرکه سرپیچی کند را خواهد کشت.

### اسلام

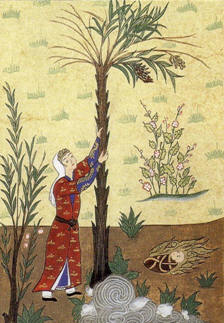
داستانی که قرآن دربارهٔ پناه بردن مریم به نخلی روایت کرده، از کتابی موسوم به «انجیل مشکوک متی» وام گرفته شده است.

مریم مهم‌ترین شخصیت زن در قرآن است. او تنها زنی است که نامش در قرآن ذکر شده است. قرآن مریم را «برترین زن عالم» نامیده است و تأکید کرده که مریم حتی قبل از تولد این جایگاه ویژه را داشته است. یکی از سوره‌های قرآن نیز «مریم» نام دارد. هفت سوره داستان او را روایت کرده‌اند و هفتاد بار (سی و چهار بار با ذکر نام) به او اشاره شده است. به روایت قرآن، مریم از زمان تولد در نعمت الهی بود و چون به بلوغ رسید، فرشتگان به او وحی کردند که خدا او را پاک یافته و او را برتر از تمام زنان جهان انتخاب کرده است. سپس به او خبر از تولد نوزادی می‌دهند که با روح خدا متولد خواهد شد و کلمهٔ خدا خواهد بود. قرآن این کودک را «مسیح» و یکی از پیامبران خدا دانسته است. قرآن مریم را الگویی پاکدامن برای مؤمنان معرفی می‌کند که از خدا اطاعت می‌کرد و به او ایمان داشت. قرآن همچنین با ذکر اینکه مریم و عیسی مخلوقات خدا هستند به توحید تأکید می‌کند.
در قرآن، زکریا قیم مریم است و داستان این دو در هم تنیده است. در دو سورهٔ مریم و انبیاء، مژدهٔ تولد یحیی به زکریای سالخورده قبل از حاملگی مریم روایت شده، ولی در سورهٔ آل عمران، آن را بین داستان تولد مریم و وحی فرشتگان به او قرار داده‌اند. وحی فرشتگان به زکریا و مریم و پاسخ هر دوی آن‌ها در قرآن، مشابه و تقریباً یکسان است؛ لذا برخی مفسران قرون بعدی مثل ابن حزم از مریم به عنوان نبی یاد کرده‌اند، ولی اهل سنت این دیدگاه را در کل بدعت محسوب می‌کنند. پدر مریم در قرآن، «عمران» نام دارد. در قرآن گفته شده قبل از تولد مریم مادرش با تصور اینکه پسری خواهد زاد، او را وقف خدمت به خدا کرد ولی چون دختری زایید و خدا پذیرفتش، حیران شد، چراکه خدمت در معبد مختص پسران بود. او مریم را تحت حفاظت زکریا قرار داد و هرگاه زکریا به اتاق مریم وارد می‌شد، نزد او روزی‌هایی می‌یافت که خدا برایش فرستاده بود.
طولانی‌ترین روایت قرآن از تولد عیسی، در سورهٔ مریم است. بر این اساس، مریم از خانوادهٔ خود به گوشه‌ای شرقی کناره گرفته بود که «روح» به شکل انسانی بر او ظاهر شد. مریم بدو گفت که تنهایش گذارد ولی روح گفت که «من رسول خدایم و به تو پسری پاکیزه می‌دهم.» چون «چنین کاری برای خدا آسان است.» مریم در زمان حاملگی به جایی دور دست رفت و آنجا از درد از زایمان به نخلی پناه برد و از درد نالید که «کاش مرده بودم.» ولی صدایی به او گفت از جویبار و رطب بخور و هراسان مباش و با کسی سخنی مگو. وقتی زایید، مردم او را ناپاک یافتند ولی عیسی در گهواره سخن گفت و خود را پیامبر خدا نامید. در چند سوره گفته شده خدا روحش را در مریم دمید که شبیه داستان خلقت آدم است. قرآن همچنین گفته که مریم و عیسی بخشی از تثلیث نیستند.

### بهائیت
بهائیت نمای کلی مسیحیت مانند باکرگی مریم و پسر خدا بودن عیسی را تأیید می‌کند.